# Conectiva lógica
En lógica, una conectiva lógica, o también conectiva (también llamado operador lógico o conectores lógicos) es un símbolo o palabra que se utiliza para conectar dos fórmulas bien formadas o sentencias (atómicas o moleculares), de modo que el valor de verdad de la fórmula compuesta depende del valor de verdad de las fórmulas componentes.
Los conectivos lógicos más comunes son los conectivos binarios (también llamados conectivos diádicos) que unen dos frases, que pueden ser consideradas los operandos de la función. También es común considerar a la negación como un conectivo monádico.
Las conectivas lógicas son, junto con los cuantificadores, las principales constantes lógicas de muchos sistemas lógicos, principalmente la lógica proposicional y la lógica de predicados.
En programación se utilizan para combinar valores de verdad y obtener nuevos valores que determinen el flujo de control de un algoritmo o programa.

## Lenguajes

### Lenguaje natural
En la gramática de los lenguajes naturales, dos frases pueden unirse mediante una conjunción gramatical para formar una oración gramaticalmente compuesta. Algunas de estas conjunciones gramaticales, pero no todas, son funciones de verdad. Por ejemplo, considere las siguientes frases:
A: Juan subió la montaña.
B: Eduardo subió la montaña.
C: Juan subió la montaña y Eduardo subió la montaña.
D: Juan subió la montaña, por lo tanto Eduardo subió la montaña.
Las expresiones «y» y «por lo tanto» son conjunciones gramaticales que unen las oraciones (A) y (B) para formar las oraciones compuestas (C) y (D). La y de (C) es un conector lógico, ya que da el valor de verdad de (C) que está completamente determinado por el valor de (A) y (B), tiene sentido para el estado (A) y (B) con el resultado (C). Del mismo modo, por lo tanto en (D) es conector lógico, ya que para (A) y (B) con el resultado (D).

### Lenguajes formales
En los lenguajes formales, las funciones de verdad son representadas por símbolos inequívocos. Estos símbolos se llaman "conectivos lógicos", "operadores lógicos", "operadores proposicionales", o, en la lógica clásica, la "de funciones conectivos de verdad." Véase fórmulas bien formadas para saber las reglas que permiten las nuevas fórmulas bien formadas sean construidas al juntar otras fórmulas bien formadas utilizando conectivos de funciones de verdad.
Los conectivos lógicos pueden ser utilizados para conectar más de dos afirmaciones, entonces es común hablar de "conector lógico n-ario".
| Conectiva             | Notación                                                                      | Ejemplo de uso                        | Análogo natural  | Ejemplo de uso en el lenguaje natural               | Tabla de verdad                                                                                                   |
| --------------------- | ----------------------------------------------------------------------------- | ------------------------------------- | ---------------- | --------------------------------------------------- | --- |
| Negación              | {\displaystyle \neg ,\sim \,}                                                 | {\displaystyle \neg P\,}              | no               | No está lloviendo.                                  | {\displaystyle {\begin{array}{c\|\|c}P&\neg P\\\hline 1&0\\0&1\\\end{array}}}                                     |
| Conjunción            | {\displaystyle \land ,\And ,\cdot \,}                                         | {\displaystyle P\land Q\,}            | y                | Está lloviendo y la calle está mojada.              | {\displaystyle {\begin{array}{c\|c\|\|c}P&Q&P\land Q\\\hline 1&1&1\\1&0&0\\0&1&0\\0&0&0\\\end{array}}}            |
| Disyunción            | {\displaystyle \lor \,}                                                       | {\displaystyle P\lor Q\,}             | o                | Está lloviendo o la calle está mojada.              | {\displaystyle {\begin{array}{c\|c\|\|c}P&Q&P\lor Q\\\hline 1&1&1\\1&0&1\\0&1&1\\0&0&0\\\end{array}}}             |
| Condicional material  | {\displaystyle \to ,\supset }                                                 | {\displaystyle P\to Q\,}              | si... entonces   | Si está lloviendo, entonces la calle está mojada.   | {\displaystyle {\begin{array}{c\|c\|\|c}P&Q&P\to Q\\\hline 1&1&1\\1&0&0\\0&1&1\\0&0&1\\\end{array}}}              |
| Bicondicional         | {\displaystyle \leftrightarrow ,\equiv \,}                                    | {\displaystyle P\leftrightarrow Q\,}  | si y solo si     | Está lloviendo si y solo si la calle está mojada.   | {\displaystyle {\begin{array}{c\|c\|\|c}P&Q&P\leftrightarrow Q\\\hline 1&1&1\\1&0&0\\0&1&0\\0&0&1\\\end{array}}}  |
| Negación conjunta     | {\displaystyle \downarrow \,}                                                 | {\displaystyle P\downarrow Q\,}       | ni... ni         | Ni está lloviendo ni la calle está mojada.          | {\displaystyle {\begin{array}{c\|c\|\|c}P&Q&P\downarrow Q\\\hline 1&1&0\\1&0&0\\0&1&0\\0&0&1\\\end{array}}}       |
| Disyunción excluyente | {\displaystyle \nleftrightarrow ,\oplus ,\not \equiv ,W,{\underline {\vee }}} | {\displaystyle P\nleftrightarrow Q\,} | o bien... o bien | O bien está lloviendo, o bien la calle está mojada. | {\displaystyle {\begin{array}{c\|c\|\|c}P&Q&P\nleftrightarrow Q\\\hline 1&1&0\\1&0&1\\0&1&1\\0&0&0\\\end{array}}} |

## Lista de conectivos lógicos comunes

### Lista de conectivos lógicos comunes
Conectivos lógicos comúnmente usados:
- Negación (no): ¬, ~
- Conjunción lógica (y): ∧, y, ∙
- Disyunción lógica (o): ∨

En el caso de la disyunción 'o', tiene dos significados diferentes: "Inclusivo" y "Exclusivo".
Inclusivo: En este caso, para que la proposición sea cierta, tiene que ser verdadero uno o todos los elementos de la premisa.
Exclusivo: El 'o' exclusivo o Xor. En una premisa, p o q es verdadero, pero no ambos pueden serlo.
- Condicional material (Si... entonces): →, ⇒, ⊃
- Bicondicional (si y solo si): ↔, ≡, =

Nombres alternativos para bicondicional son "sii", "xnor" y "bi-implicación."
Por ejemplo, el significado de los estados está lloviendo y estoy en el interior se transforma cuando los dos se combinan con conectivos lógicos:
- Está lloviendo (P)
- Está lloviendo y estoy dentro de casa (P ∧ Q)
- Está lloviendo o estoy dentro de casa (P ∨ Q)
- Si está lloviendo, entonces estoy en casa. (P → Q)
- Si estoy en casa, entonces está lloviendo. (P ← Q)
- Estoy dentro si y solo si está lloviendo (P ↔ Q)
- No está lloviendo (¬ P)

Por declaración P = Está lloviendo; Q = Estoy dentro de casa.
También es común considerar la fórmula siempre verdadera y la fórmula siempre falsa como conectivos
- Verdadero (⊤, 1 o T)
- Falso (⊥, 0 o F)

### Recíproca, contrarrecíproca e inversa
La contrarrecíproca ¬q→¬p de una implicación p→q tiene la misma tabla de verdad que p→q.
La contrarrecíproca es falsa solo cuando ¬p es falsa y ¬q es verdadera, esto es, solo cuando p es verdadera y q es falsa. Por otra parte, ni la recíproca, q→p , ni la inversa, ¬p→¬q, tienen los mismos valores de verdad que p→q para todos los posibles valores de p y q. Cuando dos fórmulas tienen siempre los mismos valores de verdad, las llamamos equivalentes, de tal forma que una implicación y su contrarrecíproca son equivalentes.La recíproca y la inversa de una implicación también son equivalentes.
- q→p es la recíproca de p→q
- ¬q→¬p es la contrarrecíproca de p→q
- ¬p→¬q es la inversa de p→q

Ejemplo:
Recíproca, contrarrecíproca e inversa de "Sí viene Juan, no iré de acampada".
- Recíproca: Si no voy de acampada, entonces viene Juan.
- Contrarrecíproca: Si voy de acampada, entonces no viene Juan.
- Inversa: Si no viene Juan, entonces iré de acampada.

### Coimplicación
Aquí podemos encontrar la implicación o condicionalidad mutua. Si p y q son proposiciones, entonces podemos formar la proposición bicondicional p ↔ q , leída «p si y solo si q ».Si p y q son los enunciados «Estoy en casa» y «Está lloviendo», entonces p ↔ q denota «Estoy en casa si y solo si está lloviendo».
Algunas formas alternativas en que se expresa «p si y solo si q» en español:
- p es necesario y suficiente para q
- si p entonces q , y recíprocamente
- p si y solo si q

### Historia de las notaciones
- Negación: el símbolo ¬ apareció en Heyting en 1929.[1][2] (comparar con en símbolo  de Frege en Begriffsschrift); el símbolo ~ apareció en Russell en 1908;[3] una notación alternativa es añadir una línea horizontal encima de la fórmula, como en {\displaystyle {\overline {P}}}; otra notación alternativa es utilizar una comilla simple como en P'.
- Conjunción: el símbolo ∧ apareció en Heyting en 1929[1] (comparar el uso de la notación de Peano de notación de intersección ∩ en teoría de conjuntos)[4]); & apareció al menos en Schönfinkel en 1924;[5] ∙ vino la interpretación de Boole de la lógica como un álgebra elemental.
- Disyunción: el símbolo ∨ apareció en Russell en 1908 (comparar el uso de Peano de la notación de unión ∪ en teoría de conjuntos); también se utiliza el símbolo +, a pesar de la ambigüedad surgida del álgebra elemental ordinaria al ser el + considerado un o exclusivo lógicamente interpretado como una alianza de dos elementos; puntualmente en la historia, un + junto con un punto en la esquina inferior derecha fue usado por Peirce,[6]
- Implicación: el símbolo → se puede ver en Hilbert en 1917;[7] ⊃ fue utilizado por Russell en 1908[3] (comparar con la notación de la C invertida de Peano); {\displaystyle \Rightarrow } se utilizó en Vax.[8]
- Bicondicional: el símbolo fue utilizado ≡ al menos por Russell en 1908;[3] se utilizó ↔ al menos por Tarski in 1940;[9] ⇔ fue utilizado en Vax; otros símbolos aparecieron puntualmente en la historia como ⊃ ⊂ en Gentzen,[10] ~ en Schönfinkel[5] o ⊂ ⊃ en Chazal.[11]
- Verdadero: el símbolo 1 vino de la interpretación de Boole de la lógica como un álgebra elemental de booleana como la álbegra dos elementos; otras anotaciones incluyendo {\displaystyle \bigwedge } fueron encontrados en Peano.
- Falso: el símbolo 0 también proviene de la interpretación de Boole de la lógica como un anillo [?]; otras anotaciones inclusive {\displaystyle \bigvee } fueron encontradas en Peano.

Algunos autores utilizan letras para conectivos en algún momento de la historia: u. para conjunción (del alemán "und", significa "y") y el. para la disyunción (del alemán "oder", significa "o") en los primeros trabajos de Hilbert (1904); N para la negación, K para la conjunción, A para la disyunción, C para bicondicional en Łukasiewicz (1929).

## Redundancia
El conectivo lógico de la implicación recíproca ← es en realidad el mismo que el condicional material con las premisas cambiadas, luego el símbolo de implicación es recripoca es redundante. En algunos cálculos lógicos (en particular, en la lógica clásica, ciertas afirmaciones compuestas esencialmente diferentes son lógicamente equivalentes. Un ejemplo menos trivial es una redundancia de la equivalencia clásica entre ¬ P ∨ Q y P → Q. Por lo tanto, un sistema lógico de base clásica no necesita del operador condicional "→" si "¬" (no) y "∨" (o) operador condicional que ya se utilizan, o se puede utilizar el "→" solo con un azúcar sintáctico para una composición que tiene una negación y una disyunción.
Hay 16 funciones booleanas que asocian los valores verdad de entrada de P y Q con salidas binarias 4 dígitos. Estos corresponden a las posibles opciones conectivos lógicos binarios para la lógica clásica. Una implementación diferente de la lógica clásica puede elegir diferentes subconjuntos de funcionalmente completos de conectivos.
Un método consiste en elegir un mínimo establecido y fijado por cualquier otra manera lógicas como en el ejemplo con el condicional material anteriormente. Los siguientes son conjuntos mínimos funcionalmente completos de conectivos de los operadores en la lógica clásica, cuyo aridades no excedan 2:
Un elemento{↑}, {↓}.
Dos elementos{{\displaystyle \vee }, ¬}, {{\displaystyle \wedge }, ¬}, {→, ¬}, {←, ¬}, {→, {\displaystyle \bot }}, {←, {\displaystyle \bot }}, {→, {\displaystyle \not \leftrightarrow }}, {←, {\displaystyle \not \leftrightarrow }}, {→, {\displaystyle \not \to }}, {→, {\displaystyle \not \leftarrow }}, {←, {\displaystyle \not \to }}, {←, {\displaystyle \not \leftarrow }}, {{\displaystyle \not \to }, ¬}, {{\displaystyle \not \leftarrow }, ¬}, {{\displaystyle \not \to }, {\displaystyle \top }}, {{\displaystyle \not \leftarrow }, {\displaystyle \top }}, {{\displaystyle \not \to }, {\displaystyle \leftrightarrow }}, {{\displaystyle \not \leftarrow }, {\displaystyle \leftrightarrow }}.
Tres elementos{{\displaystyle \lor }, {\displaystyle \leftrightarrow }, {\displaystyle \bot }}, {{\displaystyle \lor }, {\displaystyle \leftrightarrow }, {\displaystyle \not \leftrightarrow }}, {{\displaystyle \lor }, {\displaystyle \not \leftrightarrow }, {\displaystyle \top }}, {{\displaystyle \land }, {\displaystyle \leftrightarrow }, {\displaystyle \bot }}, {{\displaystyle \land }, {\displaystyle \leftrightarrow }, {\displaystyle \not \leftrightarrow }}, {{\displaystyle \land }, {\displaystyle \not \leftrightarrow }, {\displaystyle \top }}.
Vea más detalles sobre integridad funcional.
Otro enfoque es utilizar en igualdad de derechos, de un cierto conjunto conveniente y funcionalmente completo, pero no mínimo. Este enfoque requiere más axiomas proposicionales y cada equivalencia entre las formas lógicas debe ser o bien un axioma o comprobada como un teorema.
Pero la lógica intuicionista tiene una situación más complicada. De sus cinco conectivos {∧, ∨, →, ¬, ⊥} solamente la negación ¬ tiene que ser reducida a otros conectivos (¬p ≡ (p → ⊥)). Ni la conjunción, disyunción y condicional material tiene una forma equivalente construida de los otros cuatro conectivos lógicos.

## Propiedades
Algunos conectivos lógicos tienen propiedades que se pueden expresar en teoremas que contienen el conectivo. Algunas de estas propiedades que una conectiva lógica puede tener son:
- Asociatividad: En una expresión que contiene dos o más del mismo conectivo asociativo en una línea, el orden de las operaciones, no importa, siempre y cuando la secuencia de los operandos no cambia.
- Conmutatividad: Los operandos del conectivo pueden ser intercambiados (uno por el otro), mientras que la preservación de equivalencia lógica de la expresión original.
- Distributividad: Un conectivo denotado por • distribuye sobre otra que conecta denotado por el signo +, • si a • (b + c) = (a • b) + (a • c) para todos los operandos a, b, c.
- Idempotencia: Cuando los operandos de una operación son iguales, el compuesto es lógicamente equivalente al operando.
- Absorción: Un par de conectivos {\displaystyle \land }, {\displaystyle \lor } satisface la ley de absorción si {\displaystyle a\land (a\lor b)=a} para todos los operandos a, b.
- Monotonicidad: Si f(a1,..., an) ≤ f(b1,..., bn) para todo a1,..., an, b1,..., bn ∈ {0,1} tal que a1 ≤ b1, a2 ≤ b2,..., an ≤ bn. Ej., {\displaystyle \vee }, {\displaystyle \wedge }, {\displaystyle \top }, {\displaystyle \bot }.
- Afinidad: Cada variable siempre hace una diferencia en el valor de verdad de la operación o nunca hace una diferencia. Ej., {\displaystyle \neg }, {\displaystyle \leftrightarrow }, {\displaystyle \not \leftrightarrow }, {\displaystyle \top }, {\displaystyle \bot }.
- Dualidad: Para leer las asignaciones de valores de verdad para la operación desde arriba hacia abajo en su tabla de verdad es lo mismo que tomar el complemento de lectura de la tabla de la misma u otra conectiva desde abajo hacia arriba. Sin recurrir a tablas de verdad esto se puede formular como g̃(¬a1, ..., ¬an) = ¬g(a1, ..., an). E.j., {\displaystyle \neg }.
- Preservación de la verdad: El compuesto todos los argumentos son tautologías es una tautología en sí. E.j., {\displaystyle \vee }, {\displaystyle \wedge }, {\displaystyle \top }, {\displaystyle \rightarrow }, {\displaystyle \leftrightarrow }, ⊂. (ver validez)
- Falsedad de preservación: El compuesto de todos los argumentos son contradicciones es una contradicción en sí. Por ejemplo, {\displaystyle \vee }, {\displaystyle \wedge }, {\displaystyle \not \leftrightarrow }, {\displaystyle \bot }, ⊄, ⊅. (ver validez)
- Involutividad (para conectivos unarios): f(f(a)) = a. Por ejemplo negación en la lógica clásica.

En la lógica clásica, tanto la conjunción y la disyunción son asociativas, conmutativas e idempotentes, en la mayoría de las variedades de lógica multi-valuada y la lógica intuicionista. Lo mismo es cierto sobre distributiva de la conjunción y la disyunción sobre más de conjunción, así como para la ley de absorción.
En lógica clásica y algunas variedades de lógica multi-valuada, la conjunción y la disyunción son duales, y la negación es auto-dual, en la lógica intuicionista, esta última también es auto-dual.

## Ciencias de la computación
El planteamiento funcional a la verdad a los operadores lógicos se implementa como puertas lógicas en circuitos digitales. Prácticamente todos los circuitos digitales (la principal excepción es DRAM) se construye a partir de NAND, NOR, NOT y puertas de transmisión; ver más detalles en función de verdad en informática. Los operadores lógicos más de vectores de bits (correspondientes a finita álgebra de boole) son operaciones bit a bit.
Pero no todo uso de un conector lógico en programación informática tiene una semántica de Boole. Por ejemplo, a veces se implementa evaluación perezosa para P ∧ Q y P ∨ Q, de modo que estos conectores no son conmutativo si algunas de las expresiones P, Q tiene efecto secundario. También, un condicional, que en cierto sentido corresponde al conectivo condicional material, es esencialmente no-booleano porque para si (P) entonces Q; la consiguiente Q no se ejecuta si el antecedente P es falso (aunque un compuesto como un todo es exitosa ≈ "verdadera" en tal caso). Esto se acerca más a las ópticas intuicionistas y constructivistas sobre el condicional material, más que a las de la lógica clásica.

## Conectivas por el número de argumentos
Si vemos las distintas conectivas por su número de argumentos podemos distinguir:

### Sin argumentos
Las conectivas lógicas sin argumentos son:
| Operación nularia     |            |                       |               |
| Positiva              | Positiva   | Negativa              | Negativa      |
| {\displaystyle \top } | Tautología | {\displaystyle \bot } | Contradicción |

### Con un argumento
Las conectivas con solo un argumento son:
| Operación unaria    |                   |                        |                 |
| Positiva            | Positiva          | Negativa               | Negativa        |
| {\displaystyle a\,} | Afirmación lógica | {\displaystyle \neg a} | Negación lógica |

### Con dos argumentos
Las conectivas que necesitan dos argumentos son:
| Operación binaria                  |                     |                                         |                      |
| Positiva                           | Positiva            | Negativa                                | Negativa             |
| {\displaystyle a\lor b}            | Disyunción lógica   | {\displaystyle a\downarrow b}           | Disyunción opuesta   |
| {\displaystyle a\land b}           | Conjunción lógica   | {\displaystyle a\uparrow b}             | Conjunción opuesta   |
| {\displaystyle a\to b}             | Implicación lógica  | {\displaystyle a\not \rightarrow b}     | Adjunción lógica     |
| {\displaystyle a\leftarrow b}      | Implicación opuesta | {\displaystyle a\not \leftarrow b}      | Adjunción opuesta    |
| {\displaystyle a\leftrightarrow b} | Bicondicional       | {\displaystyle a\not \leftrightarrow b} | Disyunción exclusiva |